# Kuszwa
Kuszwa – miasto w Rosji, w obwodzie swierdłowskim, w pobliżu Jekaterynburga. W 2009 liczyło 33 215 mieszkańców.
W Kuszwie urodziła się Irina Kemmsies, niemiecka siatkarka.